# Куломзин, Фёдор Яковлевич
Фёдор Яковлевич Куломзин (3 (16) сентября 1906, Санкт-Петербург — 1 мая 1972, Монреаль, Канада) — известный канадский геофизик российского происхождения, член Общества инженеров Квебека, Канадского общества горных инженеров и металлургов, Американского института горных инженеров, металлургов и нефтяников, Канадского геологического общества, Общества геофизиков, член Русской академической группы в США.

## Биография
Фёдор Яковлевич Куломзин родился 3 сентября 1906 года в Санкт-Петербурге. Он происходил из старинного дворянского рода — его отец Яков Анатольевич Куломзин был камер-юнкером Высочайшего двора, дед Анатолий Николаевич Куломзин — Председатель Государственного совета России (1915—1917). Мать — баронесса Ольга Фёдоровна Мейндорф.
После Октябрьской революции, спасаясь от большевиков, семья Куломзиных переехала в родовое имение недалеко от Умани (Украина), а 1922 году в Чехословакию. Там, в городе Моравска-Тршебова Фёдор Куломзин окончил гимназию и в 1925 году поступил в Парижский университет. В 1928 году Куломзин получил диплом инженера-геолога. После окончания Сорбонны он ещё год учился в Высшей школе нефтяной промышленности в Страсбурге по специальности инженер-геофизик. В годы учёбы активно занимался разведывательной геофизикой и опубликовал свои первые научные статьи. В 1928 году получил ученую степень лиценциата наук (академическая квалификация, следующая за бакалавром).
После окончания университета начал работать в бельгийской компании «Железные рудники Руины» в Северном Алжире, занимаясь поиском железорудных месторождений. Особенно его интересовала магнитная разведка. В 1933 году некоторое время работал во французских Альпах недалёко от Гренобля.
В 1934 году переехал на постоянное жительство в Канаду. Работал в канадской фирме Techni-Council (геофизическая съёмка и разведка по заказам частных лиц на территории Канады и США). В 1937 году создал в городе Валь д’Ор собственное консультационное бюро. С 1937 по 1963 годы организовал и стал соучредителем трех компаний по геофизической и геологической разведке. В течение этих лет были произведены исследования более 470 участков потенциальных месторождений полезных ископаемых. В своей практической работе Куломзин применял собственные методы изысканий и разведочного бурения и зарегистрировал несколько патентов.
В 1963—1972 годах Куломзин заведовал кафедрой геофизики в Политехнической школе Монреальского университета. Он опубликовал 23 научные статьи на английском, французском и немецком языках. Был членом Общества инженеров Квебека, Канадского общества горных инженеров и металлургов, Американского института горных инженеров, металлургов и нефтяников, Канадского геологического общества, Общества геофизиков. Участвовал в деятельности Русской академической группы в США. Куломзин получил широкую известность своей благотворительностью и оказанием помощи русским беженцам. При его участии была построена православная церковь в городе Валь д’Ор.
Был женат на Марии Николаевне, урождённой княжне Щербатовой (1905—1971). Имел четырёх дочерей: Анна живёт в Канаде, Александра и Ольга — в США, Екатерина — в Австралии.
Скончался 1 мая 1972 года в Монреале. Похоронен в городе Роудон в 60 км от Монреаля.